# Сафонов, Виктор Кузьмич
Виктор Кузьмич Сафонов — советский хозяйственный и государственный деятель, лауреат Государственной премии СССР в области науки и техники.

## Биография
Родился в 1930 году на территории современной Ростовской области. Член КПСС.
В 1940—1947 — рабочий колхоза, крестьянин в оккупированной Белорусской ССР, колхозник в Белорусской ССР.
Окончил ФЗО по специальности слесарь-ремонтник.
В 1948—1950 — бригадир слесарей Ленинградского абразивного завода «Ильич».
В 1950—1954 — военнослужащий ВМФ СССР в Кронштадте, секретарь комсомольской ячейки.
В 1954—1962 — участник освоения целины, бригадир полеводческой бригады колхоза имени Карла Маркса Павлодарской области Казахской ССР.
В 1962—1990 — бригадир слесарей Ленинградского научно-производственного объединения «Абразивный завод „Ильич“».
За разработку новой технологии производства и широкое внедрение в народное хозяйство инструментов из особо твёрдых материалов для обработки быстрорежущих, нержавеющих, жаропрочных и других труднообрабатываемых сталей и сплавов был в составе коллектива удостоен Государственной премии СССР в области науки и техники 1974 года.
Жил в Санкт-Петербурге.

## Награды
- Орден Октябрьской Революции (1976)
- Орден Трудового Красного Знамени (1971)